# Nicolás Castells
Nicolás Castells OFMCap (* 4. November 1799 in Barcelona; † 7. September 1873) war ein spanischer Geistlicher, römisch-katholischer Erzbischof und Diplomat des Heiligen Stuhls.

## Leben
Nicolás Castells trat der Ordensgemeinschaft der Kapuziner bei.
Am 19. Juni 1866 ernannte ihn Papst Pius IX. zum Titularerzbischof von Marcianopolis und bestellte ihn zum Apostolischen Administrator des lateinischen Erzbistums Bagdad. Der lateinische Patriarch von Jerusalem, Giuseppe Valerga, spendete ihm am 9. September desselben Jahres die Bischofsweihe; Mitkonsekratoren waren der Weihbischof in Jerusalem, Vincenzo Bracco, und der armenisch-katholische Erzbischof von Mardin, Melchiorre Nazarian. Am 23. November 1866 ernannte ihn Pius IX. zudem zum Apostolischen Delegaten in Mesopotamien, Kurdistan und Kleinarmenien.